# Bratfischware
Bratfischwaren (auch Brat- und Backfischwaren, in Österreich: Bratmarinaden) sind panierte oder unpanierte Erzeugnisse aus Frischfischen, tiefgefrorenen Fischen oder Fischteilen, die durch Braten, Backen, Rösten oder Grillen gegart sind. Sie können auch in Essigaufguss, Soßen oder Öl eingelegt werden, mit oder ohne pflanzliche Beigaben (Kräuter, Gürkchen), eventuell mit Konservierungsstoffen.

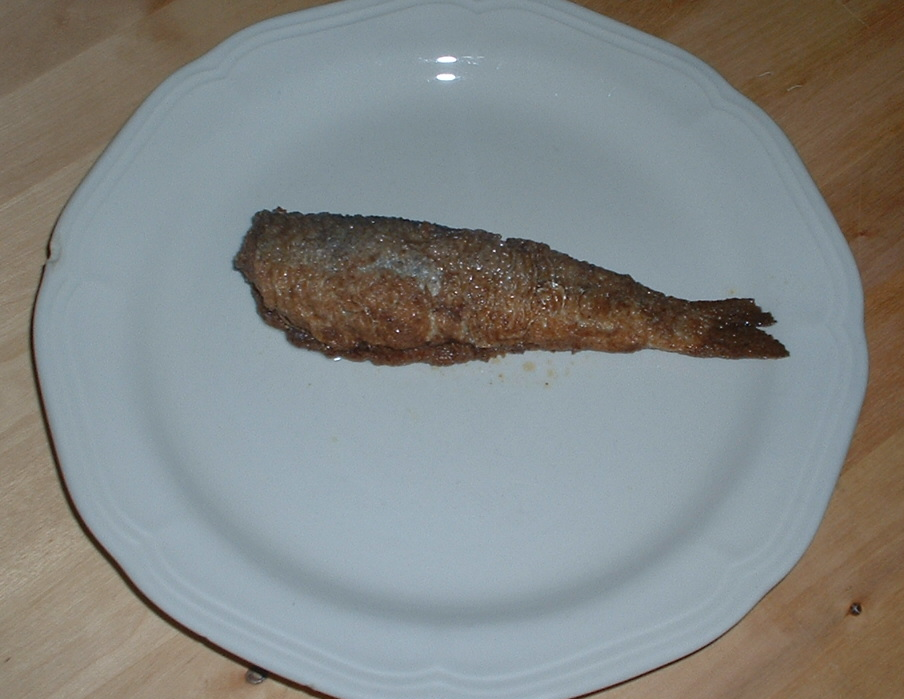
Brathering

Nach den „Leitsätzen für Fische, Krebs- und Weichtiere und Erzeugnisse daraus“ des Deutschen bzw. Österreichischen Lebensmittelbuchs gelten für die Herstellung:
- Beim Braten und Backen erfolgt unter Anwendung von heißem Speiseöl oder -fett eine Wärmeübertragung. Braten und Backen sind hier gleichbedeutende Begriffe.
- Beim Rösten und Grillen erfolgt unter Anwendung von heißer Luft eine Wärmeübertragung. Rösten und Grillen sind hier gleichbedeutende Begriffe.
- Das Panieren erfolgt durch Ummanteln des Fisches vor dem Braten mit einer Schicht aus Bratmehl, Paniermehl, Semmelbrösel oder Teigen daraus.
- Bratfischwaren werden insbesondere hergestellt aus:
  - Heringen (Bratheringe, Bratheringsfilets, Bratheringsstücke, Bratheringsstückchen, Bratheringshappen, Bratheringshäppchen, Heringsröllchen und Bratrollmops (durchspießt, mit darin eingerollter pflanzlicher Füllung von max. 20 Prozent des Rollmopsgewichtes))
  - Aalen (Aalbricken)
  - aus anderen ganzen oder geteilten Fischen; die Bezeichnung wird in Verbindung mit der Verkehrsbezeichnung des Fisches oder des Fischerzeugnisses gewählt. In der Verkehrsbezeichnung des Fisches wird die Bezeichnung von Fischteilen entsprechend angegeben, z. B. Filet, Happen, Röllchen.

Bei eingelegten Erzeugnissen wird die entsprechende Art der Zutaten angegeben, z. B. in Aufguss, in Gewürzsoße, in Öl usw.
Das Gewicht des abgetropften Fisches oder Fischerzeugnisses aus dem Fertigerzeugnis beträgt bezogen auf die Nennfüllmenge:
- bei Erzeugnissen in Aufguss mindestens 50 Prozent
- bei Erzeugnissen in Soßen, auch mit Beilagen anderer Lebensmittel mindestens 50 Prozent.

Bratfischwaren sollen eine helle Farbe sowie eine saftige, feste, nicht strohige Struktur des Fleisches aufweisen. Die Bratkruste muss gleichmäßig braun, Geruch und Geschmack angenehm würzig sein. Der pH-Wert soll bei Erzeugnissen in Essigaufguss kleiner als 4,8 sein.